# Línea 35 (Dbus)
La línea 35 de Dbus conecta los hospitales con El Antiguo por medio de Ayete. También sube al alto de Arriola, sustituyendo la línea de taxibús.
Durante mucho tiempo se realizaba con midibuses de 9m para facilitar la maniobra en Arriola. Tras unas obras se realiza con cualquier autobús de 12m.
También es, junto con la línea 38, la única línea con horario regular con frecuencia de paso cada hora entre semana.
Dispone de dos itinerarios diferentes.
1. Arriola - Ospitaleak
2. Errotaburu - Ospitaleak
La frecuencia de la línea es de 30 minutos en el tramo común de ambos recorridos.

## Paradas

### Hacia Ospitalea I
- Arriola 87
- Arriola 32 - Igerilekuak
- Pakea
- Arriola 15
- Urnieta 20
- Urnieta 9
- Elhuyar Plaza 33 40
- Majisteritza 5 24 25 33 40 45
- Zumalakarregi 21 5 24 25 33 40 45
- Esklabak 5 25 45
- Pío Baroja 4 16 24
- Pío Baroja 10 16 24
- Melodi - Pío Baroja 24 36
- Lazkano 41 36
- Lazkano 3 36
- La Cumbre 19 31
- Izaburu 31
- Munto 19 31
- Palacio de Ayete 19 31
- Oriamendi - Etxadi 19 31
- Oriamendi 20 31
- Oriamendi 68 31
- Oriamendi 86 31
- Oriamendi 112 31
- Mikeletegi 6 31
- Mikeletegi 12 17 28 31
- Poliklinika II 17 28 31
- Onkologikoa II 17 28 31
- Ospitalea II 17 28 31
- Donostiako Ospitalea II 17 28 31
- Donostiako Ospitalea I 17 28 31
- Ospitalea I 17 28 31

### Hacia Arriola 87
- Ospitalea I17 28 31
- Onkologikoa 17 28 31
- Poliklinika I 17 28 31
- Mikeletegi - Miramon 17 28 31
- Mikeletegi 5 31
- Intxaurdegi 31
- Oriamendi - Katxola 31
- Oriamendi - Pakea 31
- Oriamendi 19 31
- Ayete 93 19 31
- Palacio de Ayete II 19 31
- Munto 19 31
- Iza 19 31
- Ayete 1 19 31
- Lazkano 36
- Pío Baroja 55 27 43
- Pío Baroja 15 16 27 43
- Pío Baroja 5 16 27 43
- Zumalakarregi 10 5 25 33 40 43 45
- Antiguoko Anbulatorioa 5 25 27 33 40 43 45
- Magisterio Tolosa 14 5 25 27 33 40 43 45
- Julianategi
- Tontorgoxo
- Arriola 26
- Arriola 32
- Arriola 89
- Arriola 87